# De Kalb (Misisipi)
De Kalb es un pueblo situado en el condado de Kemper, Misisipi, Estados Unidos. Tiene una población estimada, a mediados de 2022, de 845 habitantes.
Es la sede del condado.

## Demografía

### Censo de 2020
Según el censo de 2020, en ese momento había 877 habitantes en la localidad. La densidad de población era de 101.98 hab./km². Había 396 viviendas, lo que representaba una densidad de 46.1 viviendas/km².
| Raza                   | Núm. | Porc.   |
| ---------------------- | ---- | ------- |
| Afroamericanos         | 631  | 71.95%  |
| Blancos                | 228  | 26.00%  |
| Amerindios             | 1    | 0.11%   |
| Isleños del Pacífico   | 1    | 0.11%   |
| De otras razas         | 4    | 0.46%   |
| De una mezcla de razas | 12   | 1.37%   |
| Total                  | 877  | 100.00% |

Del total de la población, el 0.68% eran hispanos o latinos de cualquier raza.

### Censo de 2000
Según el censo de 2000, en ese momento había 972 personas, 388 hogares y 233 familias en la localidad. La densidad de población era de 113.4 hab./km². Había 444 viviendas, lo que representaba una densidad de 51.8 viviendas/km². El 50.31% de los habitantes eran afroamericanos, el 48.56% eran blancos,  el 0.21% eran amerindios y el 0.93% eran de una mezcla de razas. Del total de la población, el 0.93% eran hispanos o latinos de cualquier raza.
De los 388 hogares, en el 26.5% había menores de 18 años, el 35.8% pertenecía a parejas casadas, el 20.9% tenía a una mujer como cabeza de familia y el 39.7% no eran familias. El 37.6% de los hogares estaba compuesto por un único individuo y el 20.9% pertenecía a alguien mayor de 65 años viviendo solo. El tamaño promedio de los hogares era de 2.28 personas y el de las familias de 3.03.
El 22.6% de los habitantes eran menores de 18 años, el 9.0% tenían entre 18 y 24 años, el 23.0% tenían entre 25 y 44 años, el 19.5% tenían entre 45 y 64 años, y el 25.8% tenían 65 años o más. La media de edad era 42 años. Por cada 100 mujeres había 83.7 hombres. Por cada 100 mujeres de 18 años o más, había 73.3 hombres.
Los ingresos medios de los hogares de la localidad eran de $21,000 y los ingresos medios de las familias eran de $24,886. Los hombres tenían ingresos medios por $26,477 frente a los $16,964 que percibían las mujeres. Los ingresos per cápita eran de $11,171. El 28.1% de la población y el 23.3% de las familias estaban por debajo de la línea de pobreza, incluyendo el 38.9% de los menores de 18 años y el 21.0% de los habitantes de 65 años o más.

## Geografía
Según la Oficina del Censo de los Estados Unidos, la localidad tiene una superficie total de 8.62 km², de los cuales 8.60 km² corresponden a tierra firme y 0.02 km² están cubiertos de agua.